# Casa Mayol
La Casa Mayol és una obra noucentista de la Garriga (Vallès Oriental) protegida com a Bé Cultural d'Interès Local.

## Descripció
Casa entre mitgeres que consta de planta baixa, amb dues plantes pis i torre mirador. Segueix el mateix estil que l'edifici del costat, casa Raspall.
En la façana principal s'han utilitzat diferents tipus d'aparell constructiu. La planta baixa trobem carreus recolzats damunt d'un sòcol de paredats capserrat acabat amb una motllura de pedra. Les altres plantes són d'obra vista i entre elles hi ha un una sanefa de perfil dentat. Les obertures -dues per planta- són d'arc deprimit convex de pedra, excepte les de la torre. Els tancaments tenen persianes de llibret decorades a la part superior amb motius geomètrics. Del pla de la façana sobresurt el balcó galeria que arrenca de tres mènsules situades sobre les obertures del primer pis i es prolonguen amb tres columnes de perfil quadrat fins a arribar al ràfec.
L'edifici acaba en un ràfec de voladís; l'espai entre les mènsules que el subjecten està decorat amb rajoles blaves i grogues de motius florals. La coberta de la torre és a quatre vessants amb arestes de teules àrabs de ceràmica de color verd, i el carener decorat amb uns crestallera de ferro forjat. A la dècada de 2010 es va integrar a Can Raspall i allotja l'Àrea de Cultura de l'Ajuntament de la Garriga.